# Kvalspelet till Europamästerskapet i fotboll 1972 (grupp 8)
Kvalspelet till Europamästerskapet i fotboll 1972 (grupp 8) spelades mellan den 14 oktober 1970 och 5 december 1971.

## Tabell
| Nr | Lag ( )      | S | V | O | F | GM | IM | MS | P  |
| -- | ------------ | - | - | - | - | -- | -- | -- | -- |
| 1  | Västtyskland | 6 | 4 | 2 | 0 | 10 | 2  | +8 | 10 |
| 2  | Polen        | 6 | 2 | 2 | 2 | 10 | 6  | +4 | 6  |
| 3  | Turkiet      | 6 | 2 | 1 | 3 | 5  | 13 | −8 | 5  |
| 4  | Albanien     | 6 | 1 | 1 | 4 | 5  | 9  | −4 | 3  |

## Matcher
|             | 14 oktober 1970 | Polen                                                             | 3 – 0           | Albanien | Schlesienstadion | |
| 17:30 UTC+1 | 17:30 UTC+1     | Robert Gadocha 19′ Włodzimierz Lubański 83′ Zygfryd Szołtysik 90′ | (1 – 0) Rapport |          | Chorzów Publik: 10 000<refname="Rsssf">{{Webbref\|url=http://www.rsssf.com/tables/72e-fulldet.html%7Ctitel=EuropeanChampionship1 972(Details)\|hämtdatum=10juli2 017\|utgivare=Rsssf}}</ref> Domare: Andreas Kouniaides (Cypern) | Chorzów Publik: 10 000<refname="Rsssf">{{Webbref\|url=http://www.rsssf.com/tables/72e-fulldet.html%7Ctitel=EuropeanChampionship1 972(Details)\|hämtdatum=10juli2 017\|utgivare=Rsssf}}</ref> Domare: Andreas Kouniaides (Cypern) |
| 17:30 UTC+1 | 17:30 UTC+1     |                                                                   |                 |          | Chorzów Publik: 10 000<refname="Rsssf">{{Webbref\|url=http://www.rsssf.com/tables/72e-fulldet.html%7Ctitel=EuropeanChampionship1 972(Details)\|hämtdatum=10juli2 017\|utgivare=Rsssf}}</ref> Domare: Andreas Kouniaides (Cypern) | Chorzów Publik: 10 000<refname="Rsssf">{{Webbref\|url=http://www.rsssf.com/tables/72e-fulldet.html%7Ctitel=EuropeanChampionship1 972(Details)\|hämtdatum=10juli2 017\|utgivare=Rsssf}}</ref> Domare: Andreas Kouniaides (Cypern) |
| 17:30 UTC+1 | 17:30 UTC+1     |                                                                   |                 |          | Chorzów Publik: 10 000<refname="Rsssf">{{Webbref\|url=http://www.rsssf.com/tables/72e-fulldet.html%7Ctitel=EuropeanChampionship1 972(Details)\|hämtdatum=10juli2 017\|utgivare=Rsssf}}</ref> Domare: Andreas Kouniaides (Cypern) | Chorzów Publik: 10 000<refname="Rsssf">{{Webbref\|url=http://www.rsssf.com/tables/72e-fulldet.html%7Ctitel=EuropeanChampionship1 972(Details)\|hämtdatum=10juli2 017\|utgivare=Rsssf}}</ref> Domare: Andreas Kouniaides (Cypern) |

|             | 17 oktober 1970 | Västtyskland           | 1 – 1           | Turkiet           | Müngersdorferstadion                                              |                                                                   |
| 15:30 UTC+1 | 15:30 UTC+1     | Gerd Müller 37′ (str.) | (1 – 1) Rapport | 15′ Kamuran Yavuz | Köln Publik: 53 000<refname="Rsssf"/> Domare: Paul Bonett (Malta) | Köln Publik: 53 000<refname="Rsssf"/> Domare: Paul Bonett (Malta) |
| 15:30 UTC+1 | 15:30 UTC+1     |                        |                 |                   | Köln Publik: 53 000<refname="Rsssf"/> Domare: Paul Bonett (Malta) | Köln Publik: 53 000<refname="Rsssf"/> Domare: Paul Bonett (Malta) |
| 15:30 UTC+1 | 15:30 UTC+1     |                        |                 |                   | Köln Publik: 53 000<refname="Rsssf"/> Domare: Paul Bonett (Malta) | Köln Publik: 53 000<refname="Rsssf"/> Domare: Paul Bonett (Malta) |

|  | 13 december 1970 | Turkiet                       | 2 – 1           | Albanien       | İnönüstadion                                                              |                                                                           |
|  |                  | Metin Kurt 4′ Cemil Turan 43′ | (2 – 1) Rapport | 22′ Astrit Ziu | Istanbul Publik: 40 000<refname="Rsssf"/> Domare: Janos Biroczki (Ungern) | Istanbul Publik: 40 000<refname="Rsssf"/> Domare: Janos Biroczki (Ungern) |
|  |                  |                               |                 |                | Istanbul Publik: 40 000<refname="Rsssf"/> Domare: Janos Biroczki (Ungern) | Istanbul Publik: 40 000<refname="Rsssf"/> Domare: Janos Biroczki (Ungern) |
|  |                  |                               |                 |                | Istanbul Publik: 40 000<refname="Rsssf"/> Domare: Janos Biroczki (Ungern) | Istanbul Publik: 40 000<refname="Rsssf"/> Domare: Janos Biroczki (Ungern) |

|             | 17 februari 1971 | Albanien | 0 – 1           | Västtyskland    | Qemal Stafa-stadion                                                         |                                                                             |
| 14:30 UTC+1 | 14:30 UTC+1      |          | (0 – 1) Rapport | 38′ Gerd Müller | Tirana Publik: 25 000<refname="Rsssf"/> Domare: Todor Betchirov (Bulgarien) | Tirana Publik: 25 000<refname="Rsssf"/> Domare: Todor Betchirov (Bulgarien) |
| 14:30 UTC+1 | 14:30 UTC+1      |          |                 |                 | Tirana Publik: 25 000<refname="Rsssf"/> Domare: Todor Betchirov (Bulgarien) | Tirana Publik: 25 000<refname="Rsssf"/> Domare: Todor Betchirov (Bulgarien) |
| 14:30 UTC+1 | 14:30 UTC+1      |          |                 |                 | Tirana Publik: 25 000<refname="Rsssf"/> Domare: Todor Betchirov (Bulgarien) | Tirana Publik: 25 000<refname="Rsssf"/> Domare: Todor Betchirov (Bulgarien) |

|             | 25 april 1971 | Turkiet | 0 – 3           | Västtyskland                          | İnönüstadion                                                                       |                                                                                    |
| 15:00 UTC+2 | 15:00 UTC+2   |         | (0 – 1) Rapport | 43′, 47′ Gerd Müller 73′ Horst Köppel | Istanbul Publik: 45 000<refname="Rsssf"/> Domare: Karlo Kruashvili (Sovjetunionen) | Istanbul Publik: 45 000<refname="Rsssf"/> Domare: Karlo Kruashvili (Sovjetunionen) |
| 15:00 UTC+2 | 15:00 UTC+2   |         |                 |                                       | Istanbul Publik: 45 000<refname="Rsssf"/> Domare: Karlo Kruashvili (Sovjetunionen) | Istanbul Publik: 45 000<refname="Rsssf"/> Domare: Karlo Kruashvili (Sovjetunionen) |
| 15:00 UTC+2 | 15:00 UTC+2   |         |                 |                                       | Istanbul Publik: 45 000<refname="Rsssf"/> Domare: Karlo Kruashvili (Sovjetunionen) | Istanbul Publik: 45 000<refname="Rsssf"/> Domare: Karlo Kruashvili (Sovjetunionen) |

|             | 12 maj 1971 | Albanien        | 1 – 1           | Polen        | Qemal Stafa-stadion                                                       |                                                                           |
| 16:00 UTC+1 | 16:00 UTC+1 | Medin Zhega 31′ | (1 – 1) Rapport | 6′ Jan Banaś | Tirana Publik: 20 000<refname="Rsssf"/> Domare: Robert Helies (Frankrike) | Tirana Publik: 20 000<refname="Rsssf"/> Domare: Robert Helies (Frankrike) |
| 16:00 UTC+1 | 16:00 UTC+1 |                 |                 |              | Tirana Publik: 20 000<refname="Rsssf"/> Domare: Robert Helies (Frankrike) | Tirana Publik: 20 000<refname="Rsssf"/> Domare: Robert Helies (Frankrike) |
| 16:00 UTC+1 | 16:00 UTC+1 |                 |                 |              | Tirana Publik: 20 000<refname="Rsssf"/> Domare: Robert Helies (Frankrike) | Tirana Publik: 20 000<refname="Rsssf"/> Domare: Robert Helies (Frankrike) |

|             | 12 juni 1971 | Västtyskland                           | 2 – 0           | Albanien | Wildparkstadion                                                                |                                                                                |
| 15:30 UTC+1 | 15:30 UTC+1  | Günter Netzer 17′ Jürgen Grabowski 45′ | (2 – 0) Rapport |          | Karlsruhe Publik: 46 000<refname="Rsssf"/> Domare: Timoleon Latsios (Grekland) | Karlsruhe Publik: 46 000<refname="Rsssf"/> Domare: Timoleon Latsios (Grekland) |
| 15:30 UTC+1 | 15:30 UTC+1  |                                        |                 |          | Karlsruhe Publik: 46 000<refname="Rsssf"/> Domare: Timoleon Latsios (Grekland) | Karlsruhe Publik: 46 000<refname="Rsssf"/> Domare: Timoleon Latsios (Grekland) |
| 15:30 UTC+1 | 15:30 UTC+1  |                                        |                 |          | Karlsruhe Publik: 46 000<refname="Rsssf"/> Domare: Timoleon Latsios (Grekland) | Karlsruhe Publik: 46 000<refname="Rsssf"/> Domare: Timoleon Latsios (Grekland) |

|             | 22 september 1971 | Polen                                                                    | 5 – 1           | Turkiet         | Stadion Miejski                                                                 |                                                                                 |
| 15:15 UTC+1 | 15:15 UTC+1       | Bronisław Bula 32′ Włodzimierz Lubański 62′, 73′, 90′ Robert Gadocha 69′ | (1 – 0) Rapport | 83′ Nihat Yayöz | Kraków Publik: 30 000<refname="Rsssf"/> Domare: Antoine Queudeville (Luxemburg) | Kraków Publik: 30 000<refname="Rsssf"/> Domare: Antoine Queudeville (Luxemburg) |
| 15:15 UTC+1 | 15:15 UTC+1       |                                                                          |                 |                 | Kraków Publik: 30 000<refname="Rsssf"/> Domare: Antoine Queudeville (Luxemburg) | Kraków Publik: 30 000<refname="Rsssf"/> Domare: Antoine Queudeville (Luxemburg) |
| 15:15 UTC+1 | 15:15 UTC+1       |                                                                          |                 |                 | Kraków Publik: 30 000<refname="Rsssf"/> Domare: Antoine Queudeville (Luxemburg) | Kraków Publik: 30 000<refname="Rsssf"/> Domare: Antoine Queudeville (Luxemburg) |

|             | 10 oktober 1971 | Polen              | 1 – 3           | Västtyskland                              | Stadion Dziesięciolecia                                                           |                                                                                   |
| 12:00 UTC+1 | 12:00 UTC+1     | Robert Gadocha 27′ | (1 – 1) Rapport | 29′, 64′ Gerd Müller 70′ Jürgen Grabowski | Warszawa Publik: 90 000<refname="Rsssf"/> Domare: Ferdinand Marschall (Österrike) | Warszawa Publik: 90 000<refname="Rsssf"/> Domare: Ferdinand Marschall (Österrike) |
| 12:00 UTC+1 | 12:00 UTC+1     |                    |                 |                                           | Warszawa Publik: 90 000<refname="Rsssf"/> Domare: Ferdinand Marschall (Österrike) | Warszawa Publik: 90 000<refname="Rsssf"/> Domare: Ferdinand Marschall (Österrike) |
| 12:00 UTC+1 | 12:00 UTC+1     |                    |                 |                                           | Warszawa Publik: 90 000<refname="Rsssf"/> Domare: Ferdinand Marschall (Österrike) | Warszawa Publik: 90 000<refname="Rsssf"/> Domare: Ferdinand Marschall (Österrike) |

|             | 14 november 1971 | Albanien                                | 3 – 0           | Turkiet | Qemal Stafa-stadion                                                           |                                                                               |
| 14:00 UTC+1 | 14:00 UTC+1      | Ilir Përnaska 22′, 53′ Panajot Pano 64′ | (1 – 0) Rapport |         | Tirana Publik: 15 000<refname="Rsssf"/> Domare: Ivan Placek (Tjeckoslovakien) | Tirana Publik: 15 000<refname="Rsssf"/> Domare: Ivan Placek (Tjeckoslovakien) |
| 14:00 UTC+1 | 14:00 UTC+1      |                                         |                 |         | Tirana Publik: 15 000<refname="Rsssf"/> Domare: Ivan Placek (Tjeckoslovakien) | Tirana Publik: 15 000<refname="Rsssf"/> Domare: Ivan Placek (Tjeckoslovakien) |
| 14:00 UTC+1 | 14:00 UTC+1      |                                         |                 |         | Tirana Publik: 15 000<refname="Rsssf"/> Domare: Ivan Placek (Tjeckoslovakien) | Tirana Publik: 15 000<refname="Rsssf"/> Domare: Ivan Placek (Tjeckoslovakien) |

|             | 17 november 1971 | Västtyskland | 0 – 0           | Polen | Volksparkstadion                                                            |                                                                             |
| 15:00 UTC+1 | 15:00 UTC+1      |              | (0 – 0) Rapport |       | Hamburg Publik: 62 000<refname="Rsssf"/> Domare: William Mullan (Skottland) | Hamburg Publik: 62 000<refname="Rsssf"/> Domare: William Mullan (Skottland) |
| 15:00 UTC+1 | 15:00 UTC+1      |              |                 |       | Hamburg Publik: 62 000<refname="Rsssf"/> Domare: William Mullan (Skottland) | Hamburg Publik: 62 000<refname="Rsssf"/> Domare: William Mullan (Skottland) |
| 15:00 UTC+1 | 15:00 UTC+1      |              |                 |       | Hamburg Publik: 62 000<refname="Rsssf"/> Domare: William Mullan (Skottland) | Hamburg Publik: 62 000<refname="Rsssf"/> Domare: William Mullan (Skottland) |

|             | 5 december 1971 | Turkiet         | 1 – 0           | Polen | İzmir Atatürk Stadyumu                                                    |                                                                           |
| 14:30 UTC+2 | 14:30 UTC+2     | Cemil Turan 52′ | (0 – 0) Rapport |       | İzmir Publik: 65 000<refname="Rsssf"/> Domare: Hristo Nikolov (Bulgarien) | İzmir Publik: 65 000<refname="Rsssf"/> Domare: Hristo Nikolov (Bulgarien) |
| 14:30 UTC+2 | 14:30 UTC+2     |                 |                 |       | İzmir Publik: 65 000<refname="Rsssf"/> Domare: Hristo Nikolov (Bulgarien) | İzmir Publik: 65 000<refname="Rsssf"/> Domare: Hristo Nikolov (Bulgarien) |
| 14:30 UTC+2 | 14:30 UTC+2     |                 |                 |       | İzmir Publik: 65 000<refname="Rsssf"/> Domare: Hristo Nikolov (Bulgarien) | İzmir Publik: 65 000<refname="Rsssf"/> Domare: Hristo Nikolov (Bulgarien) |